# Хејти (Мисури)
Хејти (енгл. Hayti) град је у америчкој савезној држави Мисури.

## Демографија
По попису из 2010. године број становника је 2.939, што је 268 (-8,4%) становника мање него 2000. године.
| Група             | 2000.         | 2010.         |
| Белци             | 1.726 (53,8%) | 1.524 (51,9%) |
| Афроамериканци    | 1.403 (43,7%) | 1.326 (45,1%) |
| Азијати           | 6 (0,2%)      | 9 (0,3%)      |
| Хиспаноамериканци | 42 (1,3%)     | 29 (1,0%)     |
| Укупно            | 3.207         | 2.939         |